# Partnachklamm

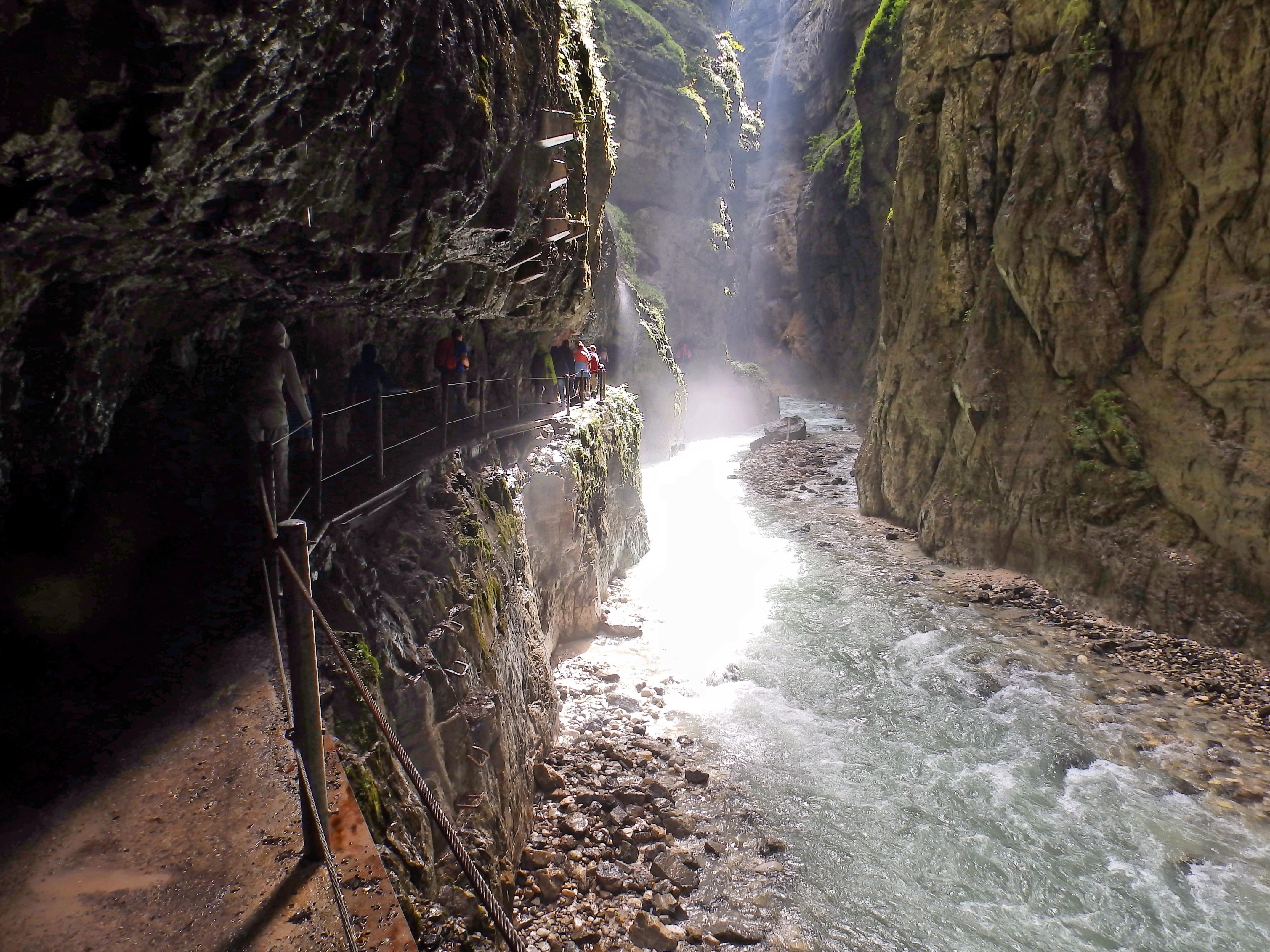
Partnachklamm

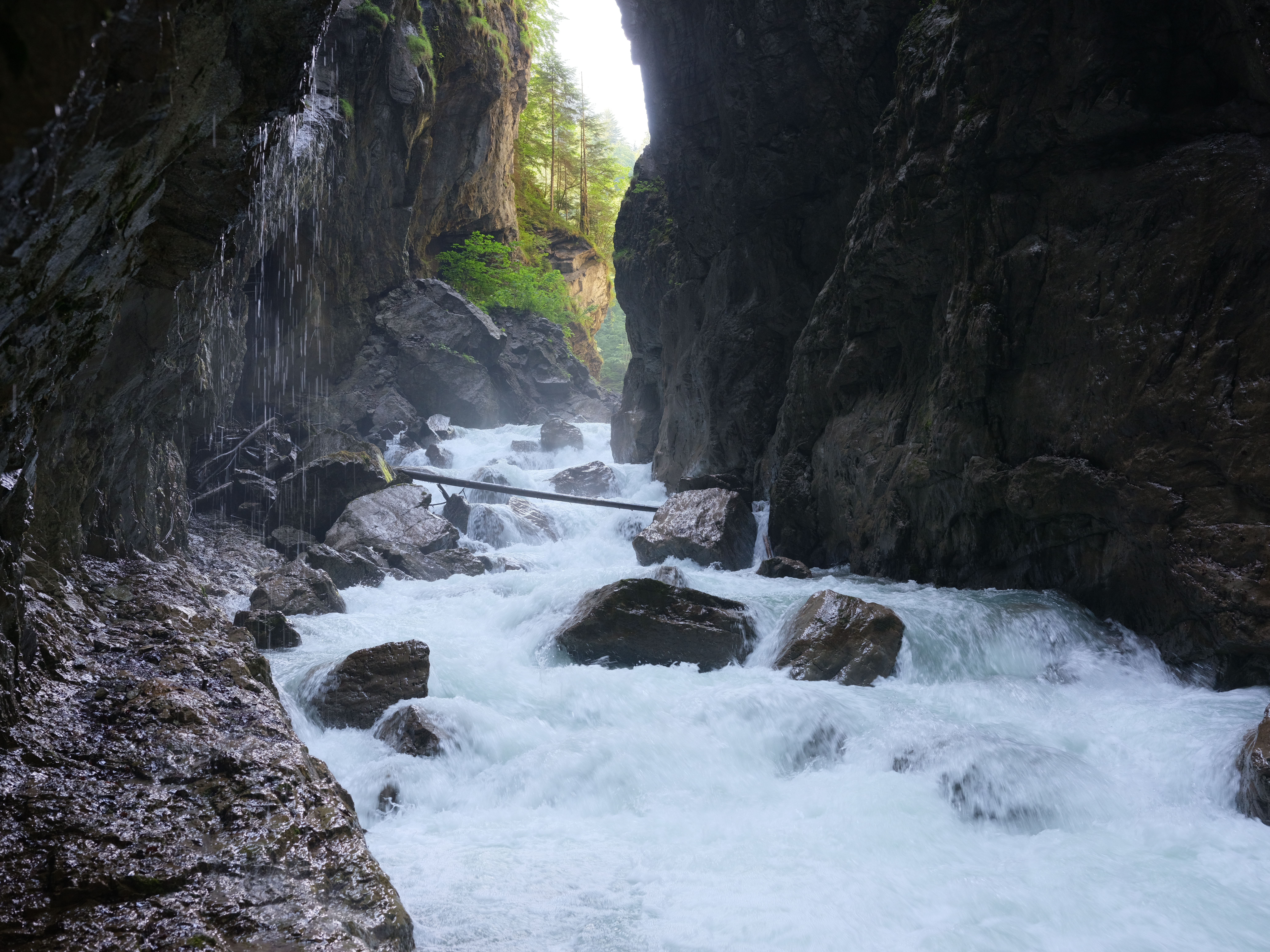
Partnachklamm, oberes Schluchtende

Die Partnachklamm ist eine 700 Meter lange und vom Wildbach Partnach teilweise über 80 Meter tief eingeschnittene Klamm im Reintal nahe Garmisch-Partenkirchen. Die Talsohle befindet sich bei ungefähr 800 m ü. NHN in Klammmitte. 1912 wurde die Partnachklamm zum Naturdenkmal erklärt. Der Weg verläuft stets auf der rechten Bachseite.

## Geologie und Entstehung

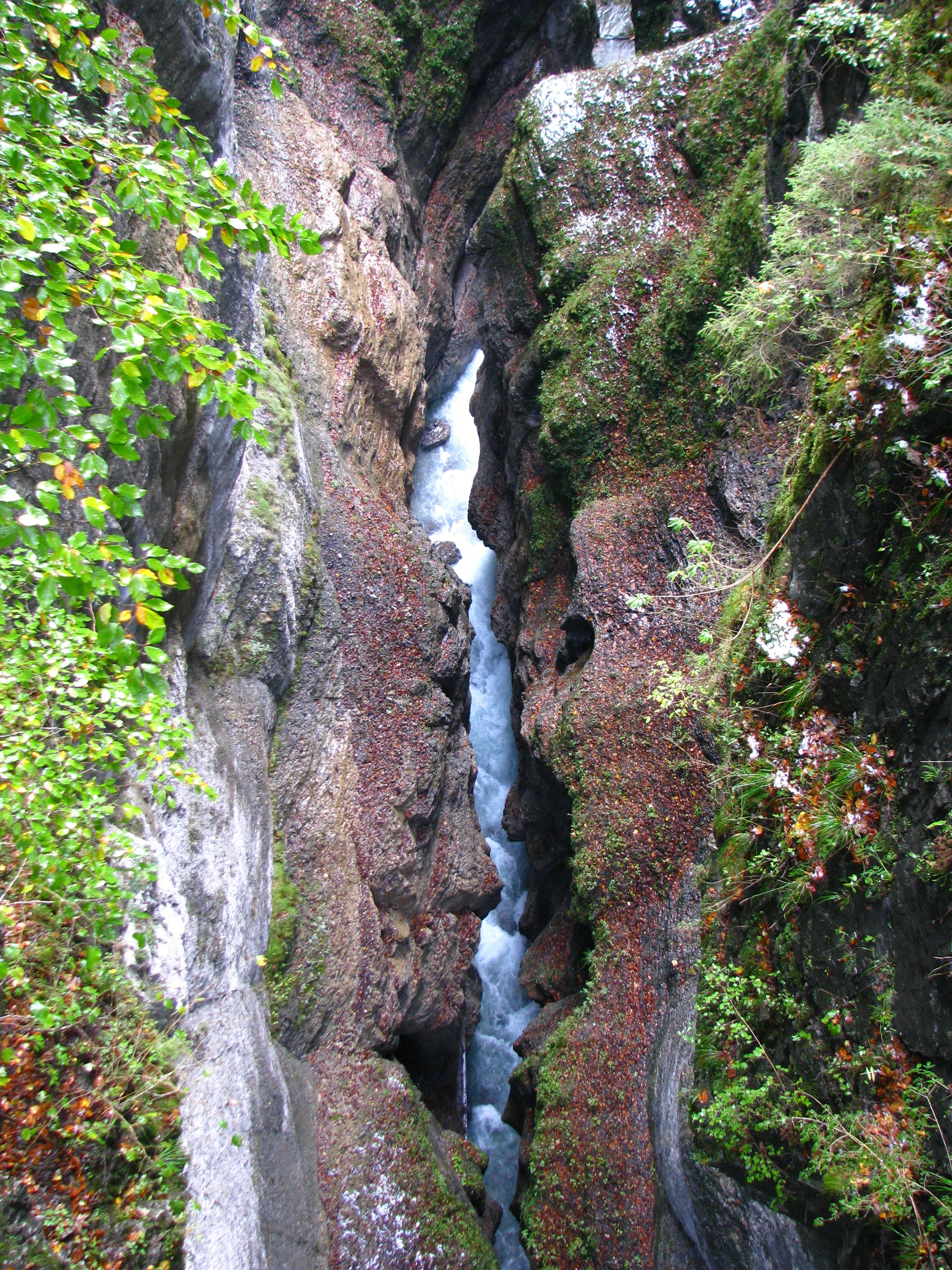
Blick vom Eisernen Steg in die Tiefe der Partnachklamm

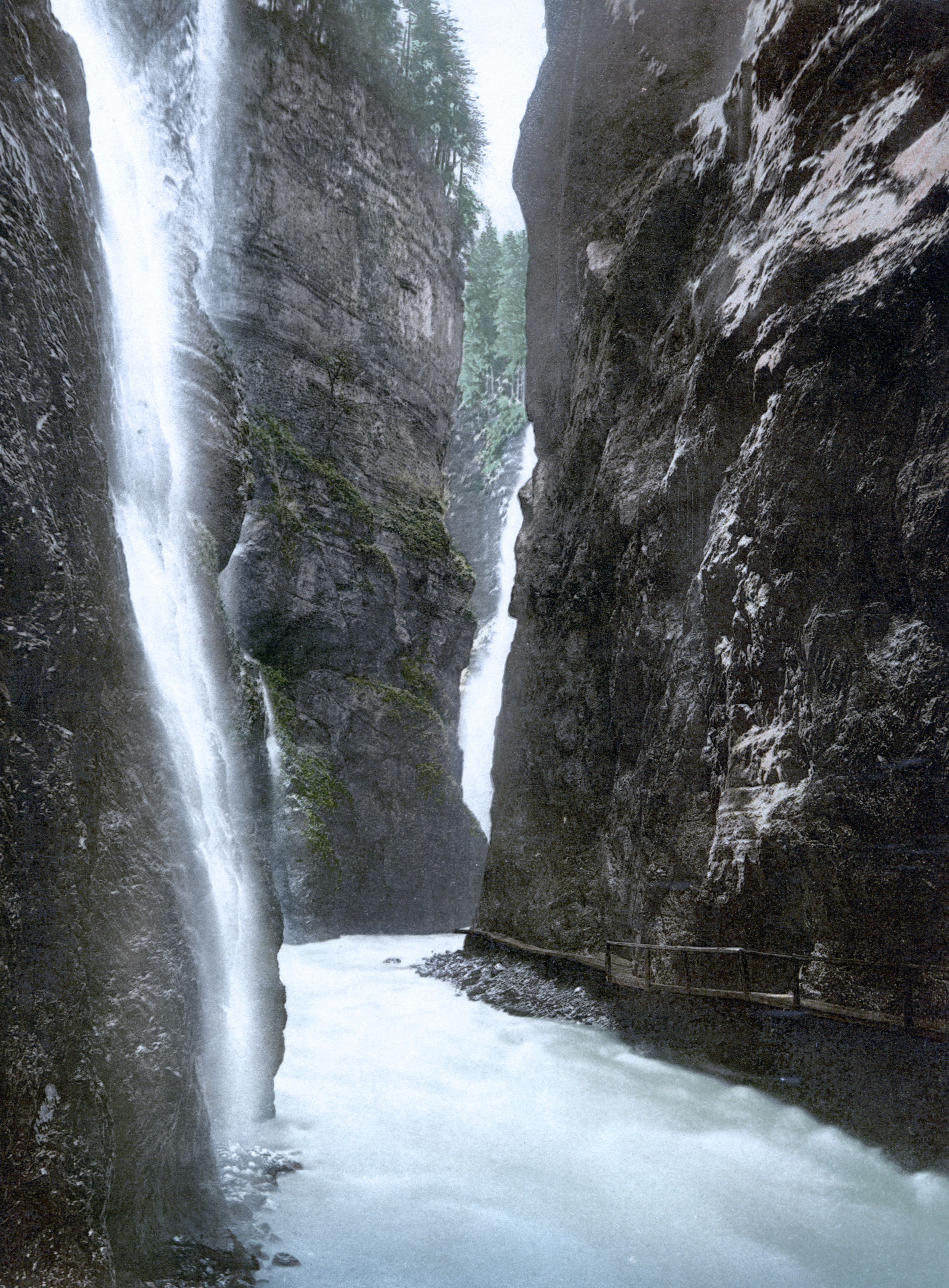
Partnachklamm um 1900

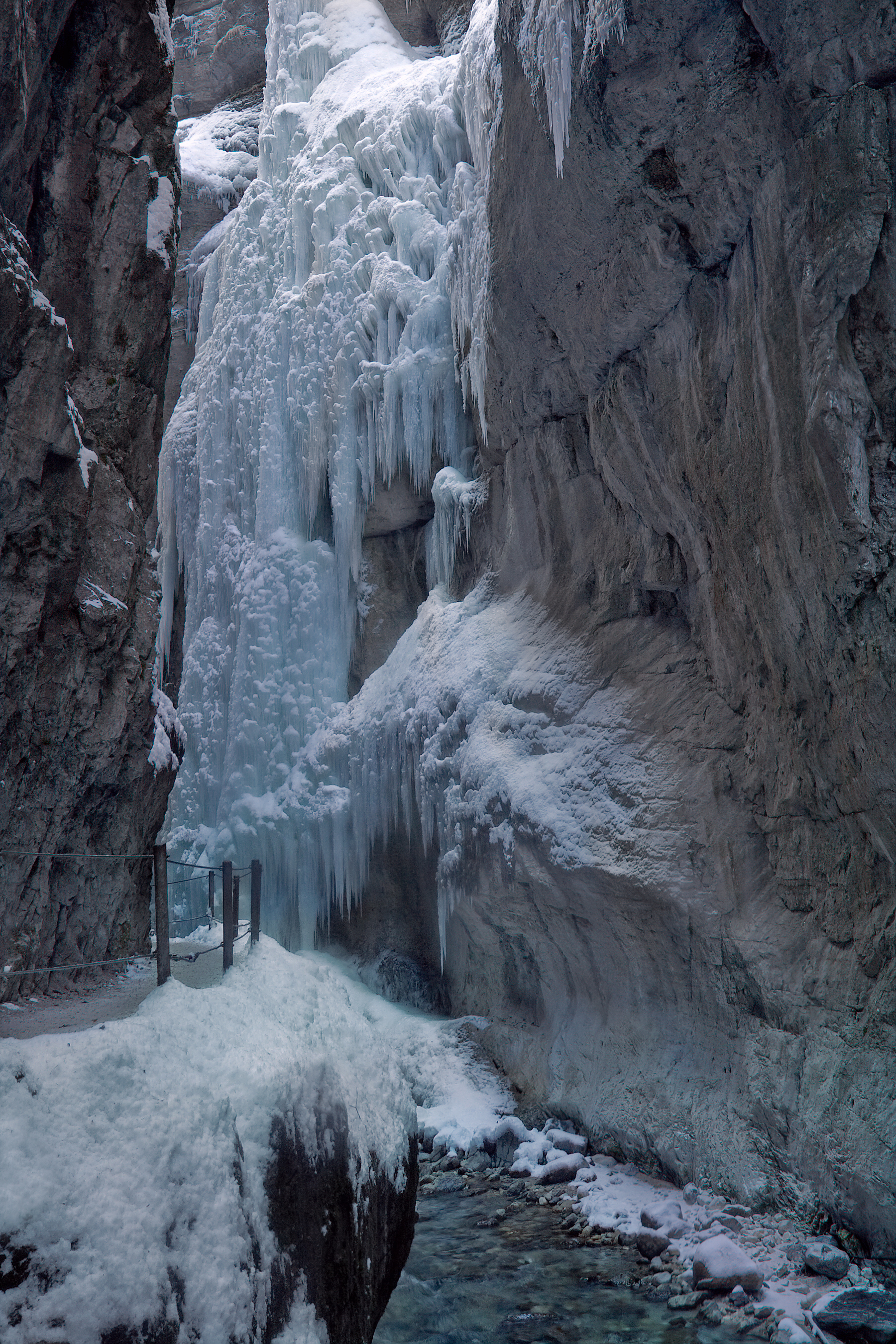
Partnachklamm im Winter

In der mittleren Trias vor etwa 240 Mio. Jahren lagerten sich im Gebiet der heutigen Partnachklamm auf dem Grunde eines flachen Meeres dunkelgraue, relativ harte Schichten alpinen Muschelkalks ab, der sogenannte Wurstelkalk oder Knollenkalk. Auf den wulstartigen Schichten dieses Gesteins kann man noch heute oft Wühl- und Fressspuren damaliger Meeresbewohner entdecken. Circa fünf Millionen Jahre später lagerten sich im gleichen Meeresbecken bedeutend weichere Mergel ab, die heute als Partnach-Schichten bezeichnet werden.
Im Zuge der späteren alpidischen Faltung entstand aus diesen Gesteinsschichten der so genannte Wamberger Sattel. Die Erosionskraft der vom Schneeferner auf dem Zugspitzplatt gespeisten Partnach war groß genug, um die weicheren Schichten schnell abzutragen, mit der fortdauernden Hebung des Geländes Schritt zu halten und sich so auch in den harten alpinen Muschelkalk einzuschneiden.
Heute bildet der Fluss im Bereich des Muschelkalkes die typische eng eingeschnittene Talform einer Klamm, während nördlich und südlich davon in den Bereichen der weicheren Partnachschichten breitere Talformen vorherrschen.

### Geotop
Die Klamm ist vom Bayerischen Landesamt für Umwelt als Geotop 180R002 ausgewiesen.
2002 wurde die Partnachklamm mit dem offiziellen Gütesiegel „Bayerns schönste Geotope“ ausgezeichnet.
Siehe auch die Liste der Geotope im Landkreis Garmisch-Partenkirchen.

## Wirtschaftliche Bedeutung
Die Schlucht wurde schon im 18. Jahrhundert von Einheimischen begangen, die unter Lebensgefahr Brennholz aus dem Reintal auf Triftwegen nach Partenkirchen transportierten.
Bis in die 1960er Jahre wurden der Fluss und die Klamm als Triftbach genutzt. Im Frühjahr wurde das mit einem Erkennungszeichen des Eigentümers, dem Hausmarch, gekennzeichnete Holz in den Bach geworfen und vom Schmelzwasser zu Tal transportiert. Beim Lösen von verkeilten Baumstämmen sind immer wieder Männer ums Leben gekommen. Von diesen Unfällen zeugen Bildtafeln an einem Wegkreuz zwischen dem Olympiastadion und dem Eingang zur Klamm.
Seit 1912 ist die Schlucht auch touristisch erschlossen. Die Schlucht kann ganzjährig tagsüber begangen werden. Hierfür ist ein Eintrittsgeld zu entrichten.
Die Partnachklamm ist von Garmisch-Partenkirchen aus sehr schnell und unkompliziert zu erreichen; zudem ist der Weg durch die Klamm sehr einfach zu begehen, da keine großen Höhenunterschiede zu überwinden sind. Diese Umstände tragen dazu bei, dass die Partnachklamm zu den berühmtesten und meistbesuchten Klammen Deutschlands zählt.
Während der Schneeschmelze im Frühjahr kann die Klamm auch für kurze Zeit gesperrt sein.

## Felssturz und Unwetter
Am 1. Juni 1991 brachen ca. 5000 m³ Gestein aus einer Felswand am südlichen Ende der Klamm und versperrten die bisherige Wegführung sowie den Wasserlauf. Der überraschende Felssturz forderte keine Menschenleben. Es entstand ein kleiner natürlicher Stausee und die Partnach bahnte sich ihren Weg um die riesigen Felsblöcke herum. Seit 1992 führt nun ein 108 m langer, in den Fels gesprengter Stollen an den Gesteinsmassen und am Stausee vorbei. Der Stollen wird durch Fenster belichtet, von denen aus man dieses Naturereignis gefahrlos beobachten kann.
Nach schweren Unwettern am 12./13. Juni 2018 war die Partnachklamm bis zum 4. August geschlossen.
Im Juli 2021 wurde das alte Bachbett von Partnach und Ferchenbach durch ein Jahrhundert-Hochwasser im Bereich der Wettersteinalm ausgespült und beschädigt. Die Wassermassen beschädigten auch Teile der Partnachklamm.

## Klammen der Umgebung
Ebenfalls im Landkreis Garmisch-Partenkirchen bei Mittenwald befindet sich die kleinere und teilweise in Österreich liegende Leutaschklamm, die seit dem 24. Mai 2006 mit einem Klammsteig erschlossen ist, die Höllentalklamm bei Grainau-Hammersbach und die Schleifmühlklamm bei Unterammergau.